# Plotheia velata
Plotheia velata är en fjärilsart som beskrevs av Walker 1865. Plotheia velata ingår i släktet Plotheia och familjen trågspinnare. Inga underarter finns listade i Catalogue of Life.